# Ottana (stolica tytularna)

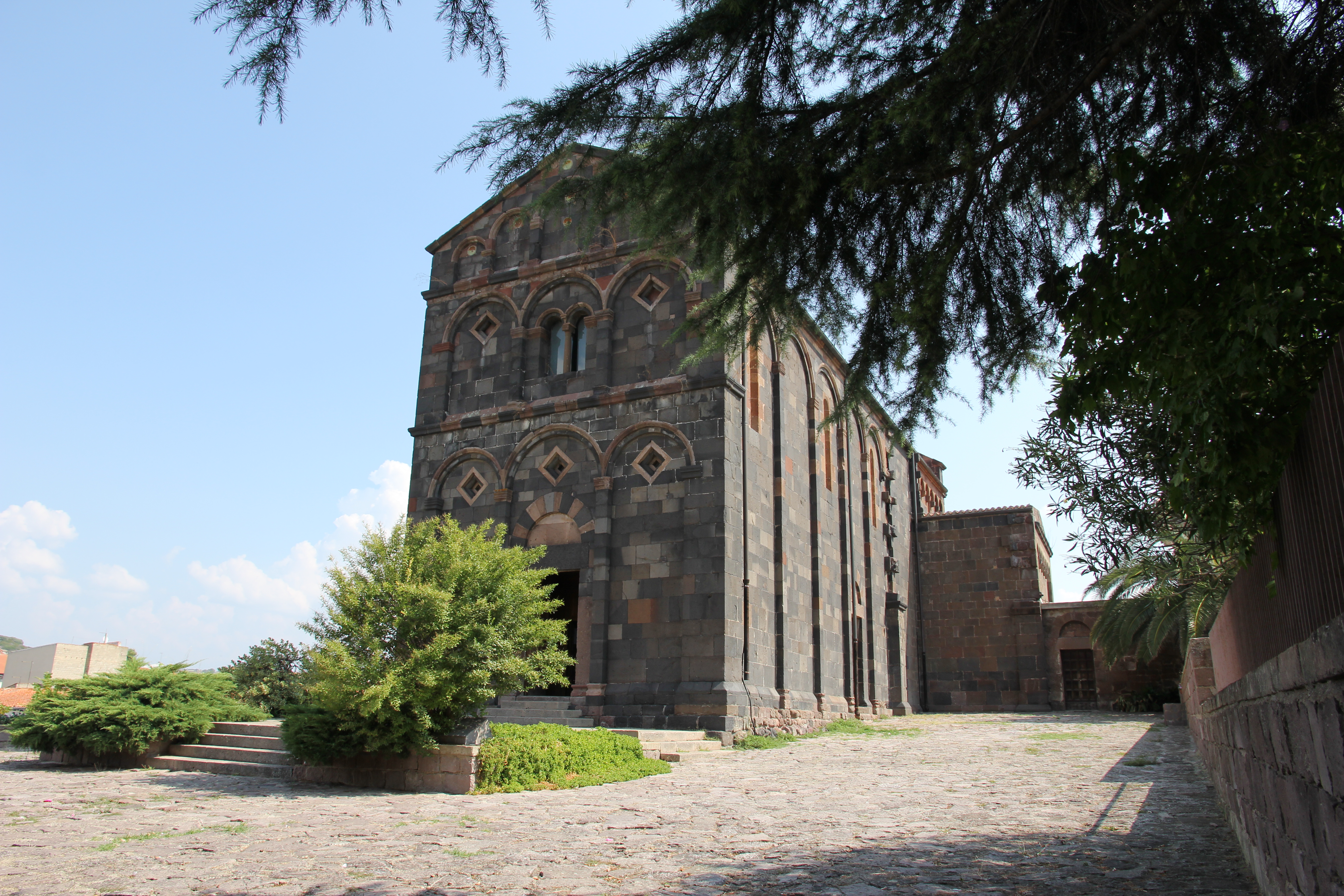
Dawna katedra diecezjalna w Ottanie

Ottana (łac. Othanensis, wł. Diocesi di Ottana) – stolica historycznej diecezji w Italii erygowanej w roku 1065, a włączonej w 1503 w skład nowo powstałej diecezji Alghero.
Współczesne miasto Ottana znajduje się w prowincji Nuoro we Włoszech, na Sardynii. Obecnie katolickie biskupstwo tytularne ustanowione w 2004 przez papieża Jana Pawła II.

## Biskupi tytularni
| Lp. | Biskup           | Funkcja                                            | Od               | Do                |
| --- | ---------------- | -------------------------------------------------- | ---------------- | ----------------- |
| 1   | Lorenzo Ghizzoni | biskup pomocniczy Reggio Emilia-Guastalla (Włochy) | 17 lutego 2006   | 17 listopada 2012 |
| 2   | Piotr Sawczuk    | biskup pomocniczy siedlecki                        | 19 stycznia 2013 | 17 czerwca 2019   |
| 3   | Efren Esmilla    | biskup pomocniczy Filadelfii (USA)                 | 8 grudnia 2023   |                   |